# 尤納克

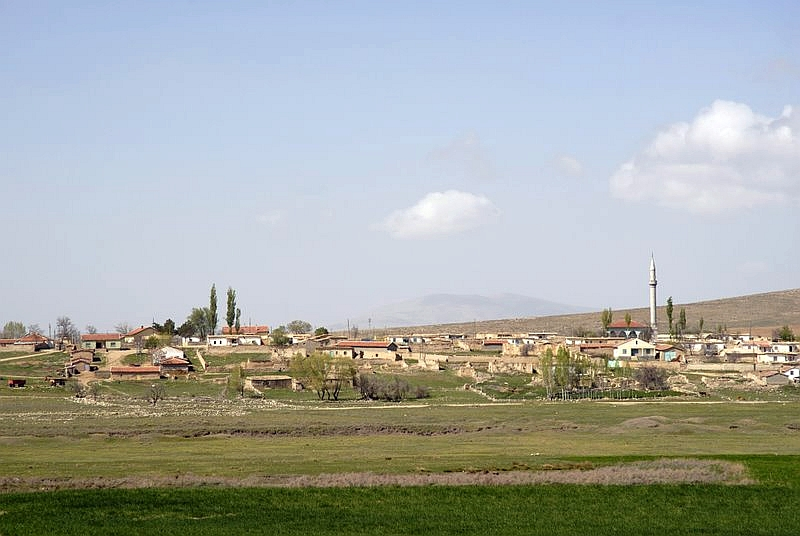
尤纳克全景图

尤納克是土耳其的城鎮，由科尼亞省負責管轄，位於該國南部，距離首府科尼亞190公里，面積2,080平方公里，海拔1,031米，主要經濟活動有農業、商業和工業，2011年人口9,400。

## 外部連結
- District governor's official website （页面存档备份，存于） （土耳其文）
- District municipality's official website （页面存档备份，存于） （土耳其文）

38°49′02″N 31°44′08″E / 38.81722°N 31.73556°E